# Dastjerd-e Soflá
Dastjerd-e Soflá (persiska: دستجرد سفلی, Dastjordeh-ye Soflá) är en ort i Iran.   Den ligger i provinsen Kermanshah, i den nordvästra delen av landet, 400 km väster om huvudstaden Teheran. Dastjerd-e Soflá ligger 1 449 meter över havet och antalet invånare är 371.
Terrängen runt Dastjerd-e Soflá är kuperad åt nordost, men åt sydväst är den bergig.Runt Dastjerd-e Soflá är det ganska tätbefolkat, med 60 invånare per kvadratkilometer. Närmaste större samhälle är Şaḩneh, 16,6 km sydost om Dastjerd-e Soflá. Trakten runt Dastjerd-e Soflá består i huvudsak av gräsmarker.